# Sebastian Huke
Sebastian Huke (Leinefelde, Német Demokratikus Köztársaság, 1989. augusztus 11. –) német labdarúgócsatár.